# 武鳴区
武鳴区（ぶめい-く）は、中華人民共和国広西チワン族自治区南寧市に位置する市轄区。

## 行政区画
- 鎮:城廂鎮、太平鎮、双橋鎮、寧武鎮、鑼圩鎮、仙湖鎮、府城鎮、陸斡鎮、両江鎮、羅波鎮、霊馬鎮、甘圩鎮、馬頭鎮

## 交通
- 高速道路
  - 渝湛高速道路（中国語版）

- 国道
  - G210国道
  - G358国道（中国語版）
- 省道
  - 20323号、20321号

## 健康・医療・衛生
- 広西医科大学付属武鳴医院